# Austrarchaea hoskini
Espèce
Austrarchaea hoskini est une espèce d'araignées aranéomorphes de la famille des Archaeidae.

## Distribution
Cette espèce est endémique du Queensland en Australie. Elle se rencontre dans le parc national de Bowling Green Bay.

## Description
Le mâle holotype mesure 3,44 mm et la femelle paratype 3,79 mm.

## Étymologie
Cette espèce est nommée en l'honneur de Conrad J. Hoskin.

## Publication originale
- Rix & Harvey, Australian Assassins, Part III: A review of the Assassin Spiders (Araneae, Archaeidae) of tropical north-eastern Queensland. ZooKeys, no 218, 2012, p. 1-55 (texte intégral).